# The Book of Souls
The Book of Souls (englisch für: „Das Seelenbuch“) ist das 16. Studioalbum der britischen Heavy-Metal-Band Iron Maiden. Es erschien am 4. September 2015 weltweit. Produzent des Albums war erneut Kevin („The Caveman“) Shirley, der seit 1999 für alle Alben zuständig gewesen ist und auch die Abmischung übernahm, Co-Produzent war Steve Harris.
Die durchschnittliche Laufzeit der Stücke ist mit fast achteinhalb Minuten und mehreren Songs, welche die zehn Minuten überschreiten, die bisher längste in der Bandgeschichte; der Song Empire of the Clouds schlägt mit 18 Minuten das bisher längste Lied Rime of the Ancient Mariner um über vier Minuten.
Das Artwork des Covers stammt von Mark Wilkinson, der unter anderen bereits die Cover von Live at Donington und Best of the 'B' Sides entworfen hat: Es zeigt den Oberkörper von Bandmaskottchen Eddie als Maya-Indianer zähnefletschend vor schwarzem Hintergrund. Auch bei den Illustrationen wurde ein Maya-Thema gewählt; auf einem Foto sind die Bandmitglieder vor einer Maya-Pyramide im Hintergrund zu sehen. Zum ersten Mal seit The X Factor benutzen Iron Maiden wieder das originale Bandlogo.
Die Veröffentlichung erfolgte durch das Label Parlophone. Es ist damit das erste Iron-Maiden-Album, welches nicht bei EMI erschienen ist, nachdem beide Firmen 2013 von Warner Music Group aufgekauft wurden. Mit einem Abstand von fünf Jahren zu The Final Frontier markierte The Book of Souls den bis dahin längsten Zeitraum zwischen zwei Studioveröffentlichungen von Iron Maiden.
Das Album war bei Kritikern erfolgreich und avancierte zum weltweiten Nummer-eins-Album in den Charts.

## Entstehung
Die Arbeiten an dem Doppelalbum begannen im Spätsommer 2014. Es wurde im Studio Guillaume Tell in Paris aufgenommen, wo bereits Brave New World entstanden war. Viele der Songs wurden im Studio entwickelt, direkt geprobt und aufgezeichnet, eine Vorgehensweise, die den Liedern nach Steve Harris’ Ansicht eine Art Live-Feeling verleiht. Zum ersten Mal seit Powerslave stammen zwei Songs ausschließlich aus der Feder von Bruce Dickinson, wobei If Eternity Should Fail ursprünglich für Dickinsons nächstes Soloalbum geplant war. Lediglich Nicko McBrain wird bei keinem der Stücke als Co-Autor aufgeführt. Die Keyboards wurden von Michael Kenney eingespielt, die Orchestrierung stammt von Jeff Bova. Die ersten Lieder, die entstanden, waren Shadows of the Valley, Death or Glory und If Eternity Should Fail. Das Stück Empire of the Clouds schrieb Dickinson nach Angaben von Adrian Smith und Janick Gers allein auf dem Klavier in einer schalldichten Glaskabine. Die Entstehung des Albums wurde jedoch durch die Krebserkrankung des Leadsängers überschattet, welche die Veröffentlichung verzögerte. Erst nach erfolgreichem Abschluss der Therapie im Mai 2015 arbeitete die Band wieder an der Fertigstellung. Zur Länge des Albums äußerte sich Dickinson, dass die Band am Ende der Aufnahmesession darin übereinstimmte, dass jeder einzelne Song ein so integraler Bestandteil des Gesamtwerkes sei, dass man ein Doppelalbum in Kauf nahm.

## Inhalt

### Titelliste
CD 1
1. If Eternity Should Fail (Bruce Dickinson) – 8:28
2. Speed of Light (Bruce Dickinson, Adrian Smith) – 5:01
3. The Great Unknown (Adrian Smith, Steve Harris) – 6:37
4. The Red and the Black (Steve Harris) – 13:33
5. When the River Runs Deep (Adrian Smith, Steve Harris) – 5:52
6. The Book of Souls (Janick Gers, Steve Harris) – 10:27

CD 2
1. Death or Glory (Bruce Dickinson, Adrian Smith) – 5:13
2. Shadows of the Valley (Janick Gers, Steve Harris) – 7:32
3. Tears of a Clown (Steve Harris, Adrian Smith) – 4:59
4. The Man of Sorrows (Steve Harris, Dave Murray) – 6:28
5. Empire of the Clouds (Bruce Dickinson) – 18:01

### Liedinformationen
Obwohl es sich nicht um ein Konzeptalbum handelt, drehen sich mehrere Lieder im weiteren Sinne um die Themen Seele und Sterblichkeit.
- In If Eternity Should Fail benutzt die Band zum ersten Mal eine Dropped-D-Stimmung der Gitarren.
- Speed of Light war das erste Lied, welches vom Album veröffentlicht wurde. Am 14. August 2015 erschien ein Musikvideo, gleichzeitig war der Song als Download und CD-Single verfügbar.
- Das Lied The Red and the Black ist mit 13:33 Minuten fast genauso lang wie Rime of the Ancient Mariner (13:36).
- Der Titeltrack The Book of Souls beschäftigt sich mit der Maya-Kultur.
- In Death or Glory geht es laut Bruce Dickinson um die im Ersten Weltkrieg eingesetzten Dreidecker-Flugzeuge.[8]
- Tears of a Clown ist eine Hommage an den 2014 verstorbenen amerikanischen Schauspieler Robin Williams. Bruce Dickinson bezeichnete das Lied in einem Interview als sein persönliches Lieblingsstück auf diesem Album, obwohl er es nicht selbst geschrieben hätte.[9]
- Empire of the Clouds ist mit einer Länge von (18:01) der längste Song, den Iron Maiden jemals aufgenommen haben, und erzählt die Geschichte der Luftschiffkatastrophe der britischen R101, welche zum Zeitpunkt ihrer Fertigstellung die größte Flugmaschine war, die bis dahin gebaut worden war, und in der Nacht vom 4. auf den 5. Oktober 1930 in der Nähe von Paris abstürzte und explodierte, wobei 48 der 54 Passagiere und Besatzungsmitglieder ums Leben kamen. Zum ersten Mal in der Bandgeschichte spielt Bruce Dickinson auf diesem Stück Piano. Die Strophe „She’s the biggest vessel built by man / A giant of the skies / For all you unbelievers / The Titanic fits inside“ (Sie ist das größte Luftschiff, das je von Menschen gebaut wurde / Ein Riese des Himmels / Für all euch Ungläubigen / Die Titanic passt hinein) ist allerdings historisch unzutreffend: Während die R101 eine Länge von 237 m hatte, war die Titanic 269 m lang. Zum Zeitpunkt ihres Baus war sie tatsächlich das größte Luftschiff, wurde aber später von der 1936 fertiggestellten LZ 129 Hindenburg, die am 6. Mai 1937 bei der Landung in Lakehurst ein ähnliches Schicksal erlitt, und ihrem Schwesterschiff LZ 130 Graf Zeppelin II noch um 9 Meter übertroffen.

## Tournee
Die begleitende weltweite Tour fand aufgrund Bruce Dickinsons Erkrankung erst 2016 statt. Hierfür reiste die Band mit einem von Verkehrspilot Dickinson gesteuerten, zur Ed Force One umgebauten Boeing 747-400 Jumbo Jet. Die aus 72 Konzerten bestehende Tournee begann am 24. Februar in den Vereinigten Staaten, wurde über Mittel- und Südamerika fortgesetzt, bevor sie in die USA und nach Kanada zurückkehrte. Es folgten Japan, China, Neuseeland, Australien und Südafrika, bevor es Ende Mai bis August nach Europa ging. Dabei traten Iron Maiden zum vorläufigen Finale der Tour am 4. August 2016 auf dem Wacken Open Air Festival auf.
Vorgruppe war mit wenigen Ausnahmen The Raven Age, bei den Konzerten in Lateinamerika und Warschau zusätzlich Anthrax, sowie bei einigen Konzerten auch Ghost, Opeth und Amon Amarth, Stratovarius und Sabaton.
Am 23. September 2016 kündigten Iron Maiden dann an, dass die Book of Souls World Tour im Jahr 2017 mit zunächst neunzehn Hallenkonzerten in Europa fortgesetzt werden soll, darunter auch fünf Auftritte in Deutschland, wobei als Vorgruppe Shinedown geplant ist. Auftakt war am 22. April 2017 in Antwerpen, die Mehrzahl der Konzerte fand jedoch im Vereinigten Königreich statt mit Abschluss des europäischen Arms am 28. Mai 2017 in London.
Ab dem 3. Juni 2017 wurde die Tournee mit dann mit 25 weiteren Konzerten in den Vereinigten Staaten und Kanada fortgeführt, wobei der erste Auftritt in Bristow (Virginia) stattfand wird und der letzte am 22. Juli 2017 in Brooklyn (New York). Als Vorgruppe ist die schwedische Heavy-Metal-Band Ghost angekündigt.
Mit der Liveaufführung von The Great Unknown im Jahr 2017 wurde zum ersten Mal in der gesamten Bandgeschichte ein Lied von einem neuen Album nachträglich in die reguläre Setlist eingeführt.
Am 17. November 2017 veröffentlichte Iron Maiden mit The Book Of Souls: Live Chapter ein Live-Album, welches aus 15 Mitschnitten von verschiedenen Konzerten der Book Of Souls World Tour besteht, zusammen mit einem Konzertfilm, welcher als Stream oder Download erhältlich ist.
Für 2018 wurden unter dem Titel Legacy Of The Beast World Tour zunächst weitere 34 europäische Stadien- und Festivalkonzerte angekündigt, mit Auftakt am 26. Mai 2018 in der Saku Arena in Tallinn und Abschluss am 10. August 2018 in der O2-Arena in London, wobei die Band darauf hinwies, dass es keine Zusatztermine geben soll, die Tournee jedoch 2019 fortgesetzt werden soll. Als Vorgruppe wurde für die Mehrzahl der Konzerte Killswitch Engage angekündigt.

## Rezeption

### Kritiken
Das Album erhielt im Allgemeinen positive Rezensionen:
Matthias Weckmann vom deutschen Metal Hammer gab ihm in der Ausgabe vom September 2015 sogar mit 7 Punkten die Höchstwertung, und auf der Soundcheck-Liste des Magazins gelangte es auf Platz 2.
Emperor Rhombus von MetalSucks vergab 4 von 5 Metalhands und erklärte, dass das Album nicht perfekt und kein Meisterwerk, aber verdammt gut sei.
Die Internet-Seite Metal.de schrieb in einem ersten Eindruck: „The Book Of Souls gelingt der Spagat zwischen den Iron Maiden seit der Reunion und den traditionellen Iron Maiden erstaunlich gut. Ein ums andere Mal fühlt man sich an diverse Bandklassiker erinnert, und ergänzt wird dieser Spirit durch progressive Elemente, die den heutigen Bandsound prägen.“ In einer späteren, ausführlichen Besprechung wurden dann 8/10 Punkten verliehen, womit es zu einer Empfehlung der Redaktion wurde. In der Redaktion gingen die Meinungen allerdings teils weit auseinander: Es wurden zwischen 5 und 8 Punkten vergeben.
Von Classic Rock erhielt das Album 9/10 Punkten mit dem Kommentar, es sei schwer, eine andere Band dieses Alters zu finden, die in der Lage sei, genauso vital und inspiriert zu klingen.
Der amerikanische Rolling Stone verteilte in seinem Review 3,5 von möglichen 5 Sternen und führte aus, dass es beeindruckend sei, wie Sänger Bruce Dickinson immer noch wie eine Kreuzung aus einer Luftschutzsirene und Maria Callas klänge und dass die Band immer noch ambitioniert sei.
Der New Musical Express bewertete The Book of Souls mit 8 von 10 Punkten und beschrieb das Album als sehniges Biest, reich an Kreativität, und obwohl es vordergründig so klänge wie die meisten anderen Iron-Maiden-Alben, gäbe es subtile – oder auch nicht so subtile – Unterschiede.
Yan Vogel von laut.de vergab 4 von 5 möglichen Sternen und konstatierte, dass es „eine gute bis sehr gute Platte zu hören gibt, die die Strahlkraft der Klassiker nicht nur zitiert, sondern weiterentwickelt.“
Die Seite Plattentest.de vergab eine Bewertung von 7/10 Punkten und schrieb: „Doch während das vorige Album The Final Frontier an bisweilen unstrukturiertem Songwriting litt, an Songfäden, die nicht zum großen Ganzen zusammengeknüpft wurden, gelingt es Iron Maiden, den vermeintlichen Widerspruch zwischen Kompaktheit und epischer Breite auf bisweilen eindrucksvolle Manier zu lösen.“
Peter Kubaschk von Powermetal.de stellte fest: „Einen Generationen prägenden Klassiker wie einst in den Achtzigern wird wohl niemand mehr erwarten und daran sollte man Iron Maiden vielleicht auch nicht messen. Doch The Book Of Souls ist immerhin ein gutes, stellenweise sehr gutes Album geworden, das alle Fans der Alben nach Brave New World in großen Teilen überzeugen wird und The Final Frontier in allen Belangen überlegen ist. Dennoch weist das Seelenbuch eben auch Schwächen auf, die sich kaum wegdiskutieren lassen.“ Er vergab die Note 7,5/10.
Auf Metal-Injection schrieb Jeremy Ulrey: „Im Großen und Ganzen ragt The Book of Souls im Maiden Katalog wie ein anmaßender Monolith heraus, der uns im Grunde herausfordert, ob unsere traditionellen Favoriten an Gewicht und Macht überlegen sind. Inwieweit es bleibenden Wert hat, um gegen die schlankeren Alben der 80er zu bestehen, kann diskutiert werden, aber die Tatsache, dass die Band versucht hat, etwas von dieser Reichweite zu erschaffen, ist erstaunlich.“

### Chartplatzierungen
In 24 Ländern schaffte es The Book of Souls auf Platz eins der Albumcharts, darunter in Deutschland, Großbritannien, Belgien, Finnland, Ungarn, Italien, Schweden, Norwegen und den Niederlanden. Es war das fünfte Nummer-Eins-Album in ihrem Heimatland nach The Number of the Beast (1982), Seventh Son of a Seventh Son (1988), Fear of the Dark (1992) und The Final Frontier (2010). In Kroatien war The Book of Souls das erfolgreichste ausländische Album des Jahres 2015.
| ChartsChartplatzierungen       | Höchstplatzierung | Wochen |
| ------------------------------ | ----------------- | ------ |
| Deutschland (GfK)              | 1 (32 Wo.)        | 32     |
| Österreich (Ö3)                | 1 (10 Wo.)        | 10     |
| Schweiz (IFPI)                 | 1 (24 Wo.)        | 24     |
| Vereinigte Staaten (Billboard) | 4 (6 Wo.)         | 6      |
| Vereinigtes Königreich (OCC)   | 1 (12 Wo.)        | 12     |

| ChartsJahrescharts (2015)    | Platzierung |
| ---------------------------- | ----------- |
| Deutschland (GfK)            | 19          |
| Österreich (Ö3)              | 43          |
| Schweiz (IFPI)               | 17          |
| Vereinigtes Königreich (OCC) | 57          |

### Auszeichnungen für Musikverkäufe
| Land/Region                  | Auszeichnungen für Musikverkäufe (Land/Region, Auszeichnung, Verkäufe) | Verkäufe |
| ---------------------------- | ---------------------------------------------------------------------- | -------- |
| Australien (ARIA)            | Gold                                                                   | 35.000   |
| Brasilien (PMB)              | Platin                                                                 | 40.000   |
| Deutschland (BVMI)           | Gold                                                                   | 100.000  |
| Finnland (IFPI)              | Gold                                                                   | 13.046   |
| Frankreich (SNEP)            | Gold                                                                   | 50.000   |
| Italien (FIMI)               | Gold                                                                   | 25.000   |
| Kanada (MC)                  | Gold                                                                   | 40.000   |
| Kroatien (HDU)               | Gold                                                                   | 3.000    |
| Norwegen (IFPI)              | Gold                                                                   | 10.000   |
| Österreich (IFPI)            | Gold                                                                   | 7.500    |
| Polen (ZPAV)                 | Gold                                                                   | 10.000   |
| Schweden (IFPI)              | Gold                                                                   | 20.000   |
| Ungarn (MAHASZ)              | Platin                                                                 | 6.000    |
| Vereinigtes Königreich (BPI) | Gold                                                                   | 100.000  |
| Insgesamt                    | 13× Gold · 2× Platin ·                                                 | 419.546  |

Hauptartikel: Iron Maiden/Auszeichnungen für Musikverkäufe

## Trivia
Werbeplakate für The Book of Souls, welche das Motiv des Albumcovers zeigten, sorgten im Herbst 2015 in Berlin-Kreuzberg für eine Kontroverse: Um das Wohl ihrer Kinder besorgte Eltern überklebten den Kopf von Bandmaskottchen Eddie mit großen Zetteln, auf denen darauf hingewiesen wurde, dass sich in der Nähe des Standortes mehrere Kindergärten befänden, weshalb dieses Plakat an dieser Stelle nichts zu suchen habe. Allerdings wurden diese Zettel innerhalb weniger Stunden vermutlich von Fans entfernt. Die Aktion löste eine Diskussion auf Twitter aus, in der überwiegend wenig Verständnis für die Eltern geäußert wurde.
Während der Book-of-Souls-Welttournee kollidierte die Ed Force One auf dem Flughafen von Santiago de Chile am 12. März 2016 mit einem Bodenfahrzeug und wurde dabei so schwer beschädigt, dass kurzfristig auf andere Maschinen ausgewichen werden musste, um die Tour fortsetzen zu können. Nach einer vollständigen Reparatur, bei der beide Backbordtriebwerke ausgetauscht wurden, konnte die von Air Atlanta geleaste Boeing 747-400 jedoch ab dem 22. März 2016 wieder eingesetzt werden.
Das Lied Empire of the Clouds wurde am 16. April 2016 zum Record Store Day als Limited Edition 12” Picture Disc Single veröffentlicht, auf deren Cover ein Zeitungsausschnitt aus der Tageszeitung Daily Mirror abgedruckt ist, welcher über das Schicksal der R101 berichtet. Auf der B-Seite findet sich ein Interview mit Bruce Dickinson über die Inspiration zur Entstehung des Songs.
In Litauen, wo die Band am 23. Juni 2016 im Rahmen ihrer Welttournee in Kaunas ein Konzert gab, wurden die Tourplakate, welche Eddie als Maya mit einem herausgerissenen Herzen in der einen und einem blutigen Messer in der anderen Hand zeigten, auf Betreiben ebenfalls besorgter Eltern mit dem Argument verboten, dass Kinderaugen vor dem Anblick geschützt werden müssten. Ein ähnliches Motiv findet sich auch im Album-Artwork.
Zum ersten Mal seit Virtual XI (1998) wurde der letzte Albumtitel nicht von Steve Harris geschrieben oder zumindest mitverfasst.